# Den oändliga historien 3 – Flykten från Fantásien
Den oändliga historien 3 – Flykten från Fantásien (org.titel: Die unendliche Geschichte 3 – Rettung aus Phantásien) är en tysk långfilm från år 1994. Filmen regisserades av Peter MacDonald och är uppföljare till filmerna Den oändliga historien (1984) och Den oändliga historien 2 (1990).

## Handling
Bastians pappa har gift om sig, och hans nyblivna fru har också barn (en dotter). De ska börja ett nytt liv tillsammans, så de flyttar in i ett nytt hus och Bastian och hans nyblivna syster ska börja i en ny skola tillsammans. Bastian kommer inte särskilt bra överens med sin syster, och hon retar honom ofta.
När Bastian kommer till den nya skolan, så upptäcker han att Konrad Koreander arbetar där. Koreander hade hand om ett bokantikvariat tidigare, och nu sköter han skolans bibliotek. Dessutom har han tagit med sig alla böckerna från sitt bokantikvariat så att man kan låna dem på skolbiblioteket. Bastian hittar boken "Den oändliga historien", som han lånar trots att Koreander bestämt att just den boken inte får lämna biblioteket under några som helst omständigheter.
Återigen börjar Bastian läsa boken, och medan han läser börjar konstiga saker hända både i Fantásien och i den verkliga världen. Skolans mobbargäng, The Nasties, upptäcker bokens egenskaper och försöker stjäla den från Bastian. Men Bastian har tagit sig över till Fantásien, och varelser från Fantásien har samtidigt lyckats ta sig över till den verkliga världen och detta ställer till allvarliga problem i båda världarna. Bara Bastian kan ställa allt till rätta.

## Om filmen
De två första filmerna, Den oändliga historien, och Den oändliga historien 2, är baserade på Michael Endes bok Den oändliga historien, men den här tredje filmen är baserad på karaktärerna i boken. Filmen blev ingen större succé.

## Rollista (i urval)
- Jason James Richter – Bastian Bux
- Melody Kay – Nicole
- Jack Black – Slip, ledare för The Nasties
- Freddie Jones – Konrad Koreander
- Julie Cox – Barnakejsarinnan
- Tony Robinson – Engywook
- Carole Finn – Mookie
- Ryan Bollman – Dog
- Moya Brady – Urgl